# Танага (острів)
Танага (алеут. Tanax̂ax) — острів, що знаходиться на заході групи Андреянівських островів, у південно-західній частині Алеутських островів (Аляска).

## Географія

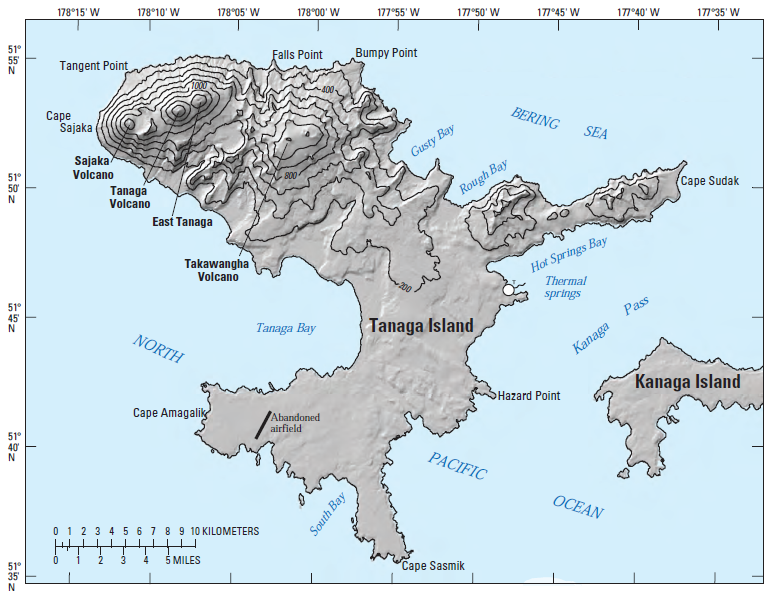
Мапа острову Танага

Площа острову складає 530 км² (33-й найбільший острів США), його довжина 43 км, ширина 38 км. Вулкан Танага (англ. Mount Tanaga; алеут. Kusuuginax̂) є найвищою точкою острова (1806 м).
Острів Танага знаходиться за 62 милі на захід від острову Адак, найближчого заселеного острову. На острові є декілька великих водоспадів.
На острові Танага у 1943 році Військово-морський флот США побудував аварійні посадкові смуги.